# Pelvetia
Pelvetia, rod smeđih algi (Phaeophyceae) porodice Fucaceae, red Fucales. Obuhvaća dvije vrste: Pelvetia calaliculata i Pelvetia canaliculata, dok je treća vrsta Pelvetia fastigiata, taksonomski sinonim za Silvetia compressa (J.Agardh) E.Serrão, T.O.Cho, S.M.Boo & Brawley.
Pelvetia canaliculata pronađe na je na stijenama obala sjevernog Atlantika